# Postillion Rock
Postillion Rock är en kulle i Antarktis. Den ligger i Västantarktis. Argentina, Chile och Storbritannien gör anspråk på området.
Terrängen runt Postillion Rock är kuperad. Havet är nära Postillion Rock söderut. Trakten är glest befolkad. Närmaste befolkade plats är San Martín Station, 14,4 kilometer nordväst om Postillion Rock. 